# Ballenwickelgerät
Ein Ballenwickelgerät ist eine in der Landwirtschaft verwendete Maschine. Sie verpackt angewelktes Wiesengras, das zuvor mit einer Ballenpresse in Ballenform gepresst wurde, luftdicht in Polyethylen-Folie und ermöglicht so dessen Gärung zu Heulage.
Im Anschluss an die Wicklung müssen die Ballen mithilfe einer Ballenzange oder Ballengabel beschädigungsfrei transportiert werden.

## Technik
Das Gerät wird meist als Anhänger oder an der Dreipunkthydraulik an einen Traktor angebaut und über die Zapfwelle oder hydraulisch angetrieben. Mittlerweile existieren auch Kombigeräte, die Siloballen sowohl pressen als auch einwickeln können.
Unterschiede gibt es vor allem bei der Wickeleinheit. Viele Geräte bewegen den Ballen nur minimal um eine Achse. Diese haben bewegliche Wickeleinheiten, die als Satellit um den Ballen kreisen. Im nebenstehenden Video ist der Fall dargestellt, bei dem der Ballen komplett um 2 Achsen kreist und der Folienarm fest montiert ist. 
Gerade bei Rundballenwickelgeräten ist häufig eine Einrichtung montiert, die die Rundballen auf ihre Stirnseite legt. Ein Wegrollen und die damit verbundene Beschädigung der Folie wird damit verhindert.

## Verfahrensvergleich
Im Vergleich zu anderen Varianten der Lagerung (etwa in einem Fahr-, Hoch- oder Schlauchsilo) entstehen zwar höhere Kosten für das Wickeln und etwas mehr Transportaufwand, dafür sind Ballen jederzeit transportierbar und können in kleinen Chargen verbraucht werden.
Bei kombinierten Presswickelkombinationen kann der Wickeltisch in der Regel  als Transporteinheit genutzt werden. Somit können auch beim Pressvorgang immer zwei Ballen abgelegt werden, was wiederum Vorteile für das spätere Einsammeln bringt.

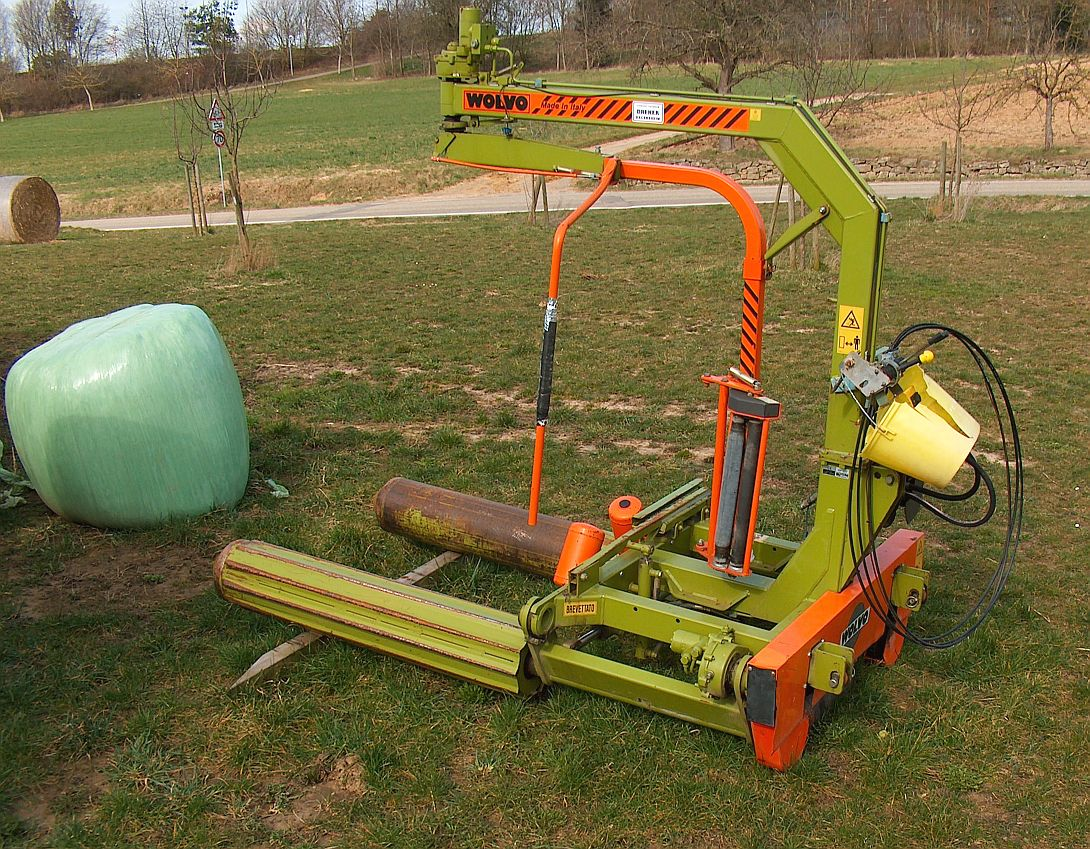
Anbau-Ballenwickelgerät
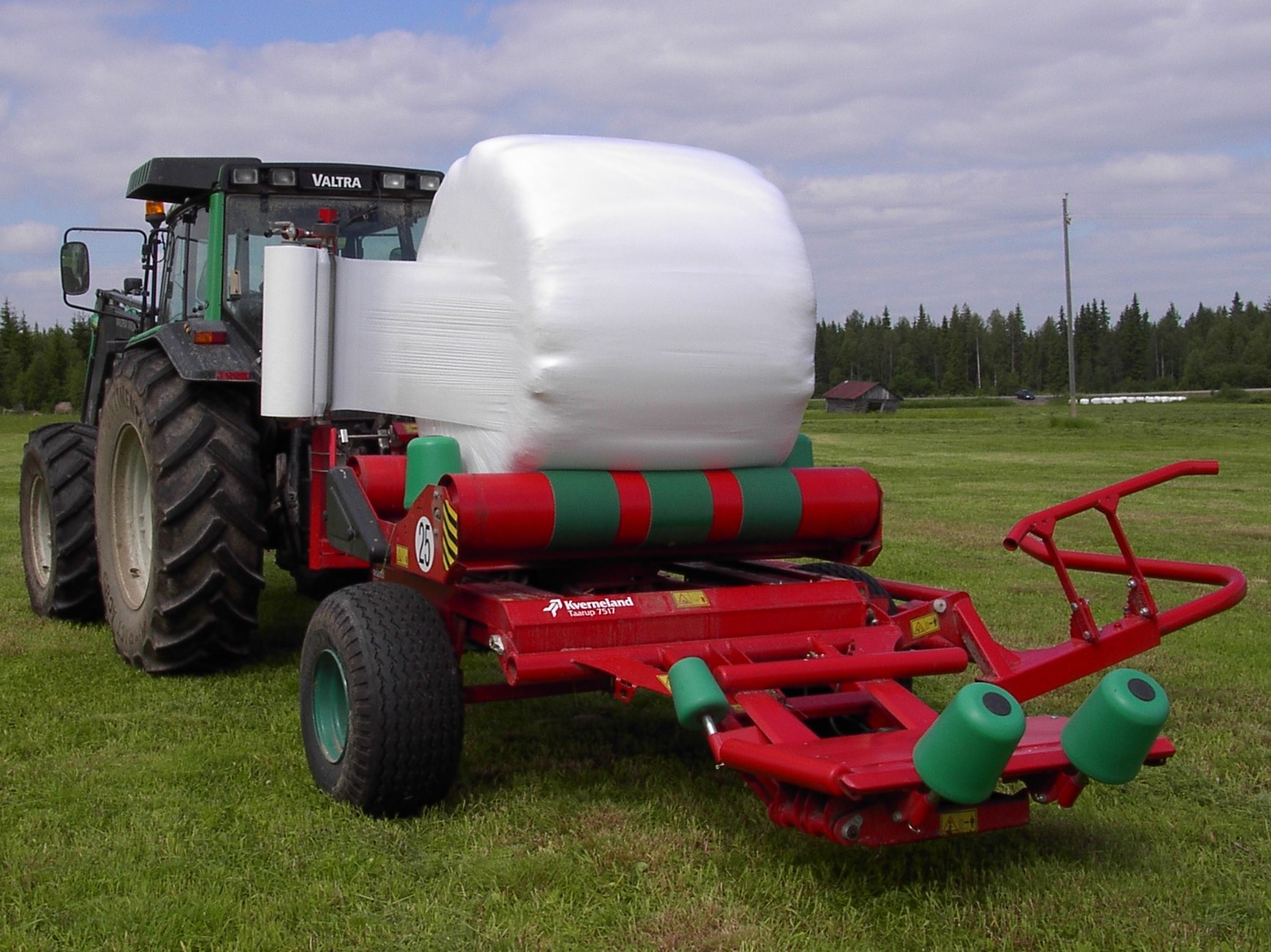
Gezogenes Ballenwickelgerät
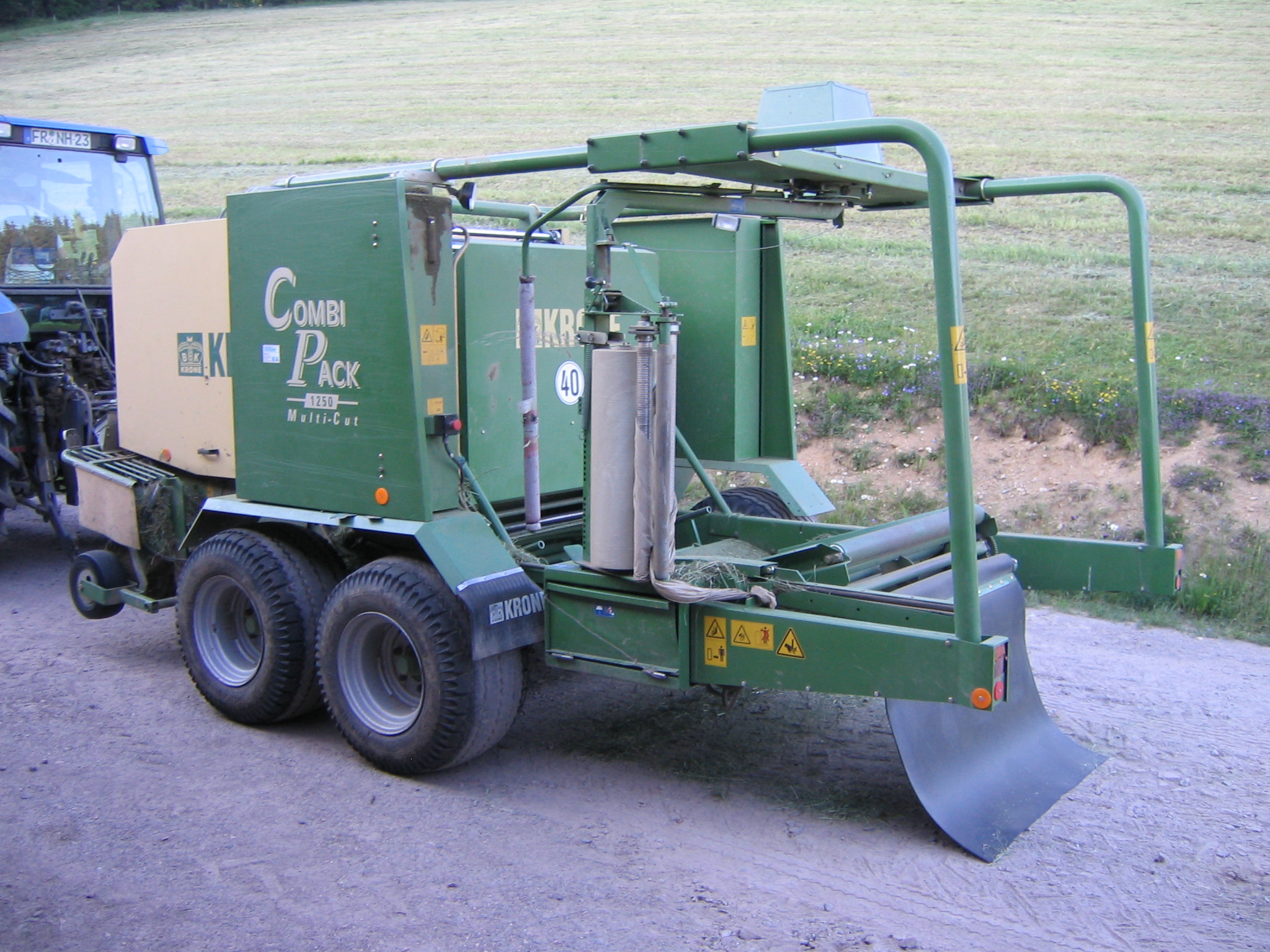
Rundballenpress-Wickelkombination
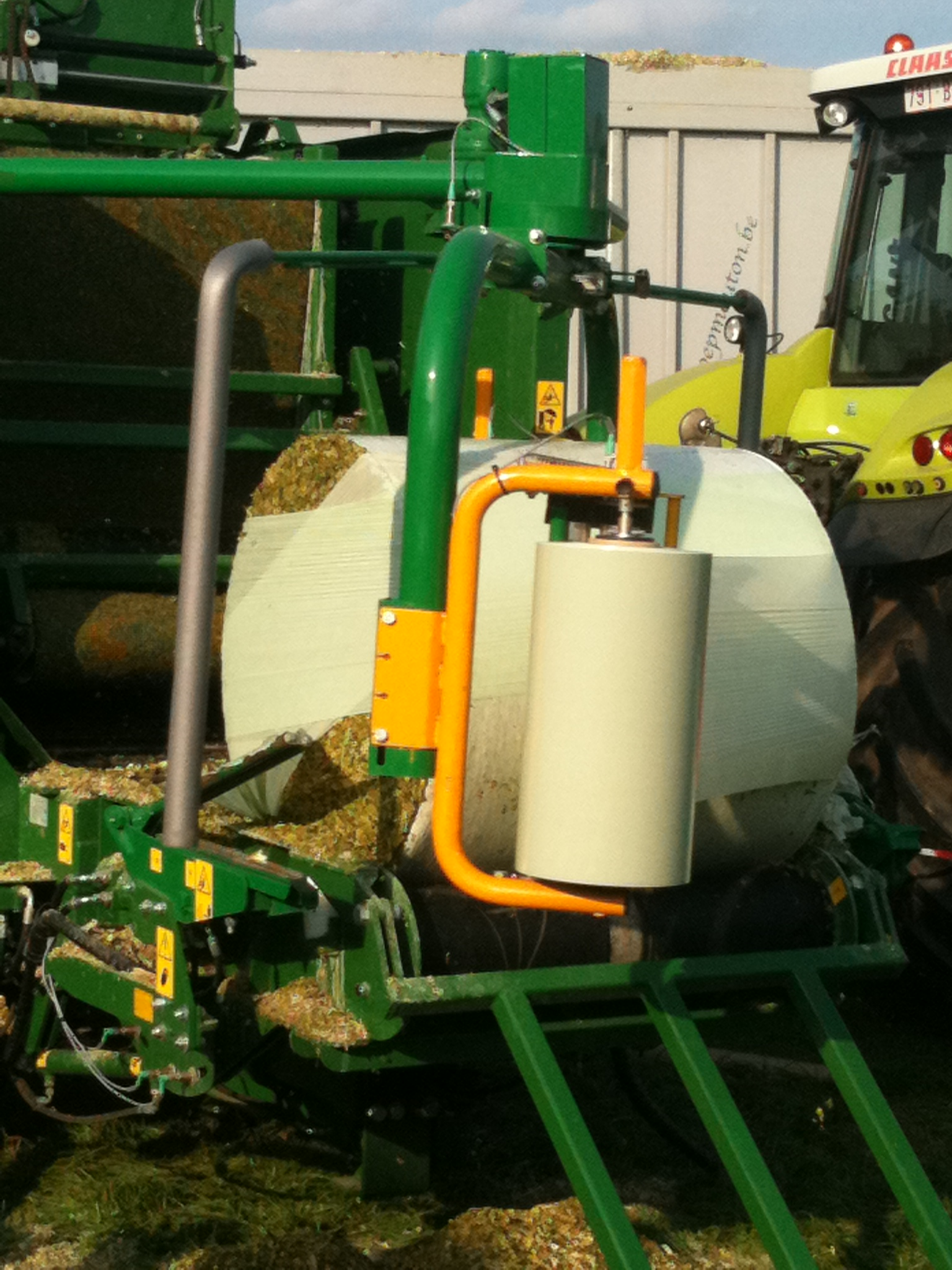
Ballenwickelgerät kurz vor Fertigstellung der ersten Lage